# 新劇場版 銀魂 -吉原大炎上-
《新劇場版 銀魂 -吉原大炎上-》，是預定於2026年上映的日本動畫電影，改編自漫畫家空知英秋創作的漫畫系列《銀魂》，故事改編自原作篇章《吉原炎上篇》，由安藤尚也執導，岸本卓編劇。
本作是繼2021年劇場版《銀魂 THE FINAL》後，第三部改編自原作篇章且並非總集篇的《銀魂》劇場版。

## 登場角色
| 角色     | 配音員   | 配音員 | 備註   |
| 角色     | 日本     | 臺灣   | 備註   |
| 萬事屋   | 萬事屋   | 萬事屋 | 萬事屋 |
| -------- | -------- | ------ | ------ |
| 坂田銀時 | 杉田智和 |        |        |
| 志村新八 | 阪口大助 |        |        |
| 神樂     | 釘宮理惠 |        |        |

## 製作
2025年8月16日，BN Pictures於當天舉行的「銀魂20周年活動」上，宣布將於2026年推出完全新作《銀魂》動畫電影《新劇場版 銀魂 -吉原大炎上-》，並公開特報PV和先導視覺圖，故事改編自原作篇章《吉原炎上篇》。

### 製作人員
- 原作：空知英秋《銀魂》（集英社《週刊少年Jump》連載）
- 導演：安藤尚也
- 監修：藤田陽一
- 編劇：岸本卓
- 角色設定、總作畫監督：竹內進二
- 動畫製作：BN Pictures
- 發行商：日本華納兄弟影業

## 外部連結
- 官方网站 （日語）